# گلاد
گِلَد یا گلاد (به انگلیسی: GLAAD) یک سازمان مردم‌نهاد آمریکایی برای پایش رسانه‌ها در موضوعات مربوط به افراد ال‌جی‌بی‌تی درجهت پی‌گیری و پیشگیری از تبعیض است. پیش‌تر این سازمان با نام «اتحاد همجنس‌گرایان علیه افترا» تشکیل شد ولی به دلیل گسترش فعالیت سازمان در حمایت از افراد دوجنس‌گرا و تراجنسیتی نام سازمان به «گلد» تغییر کرد.